# Горки (Озёрненское городское поселение)
Го́рки — деревня в Духовщинском районе Смоленской области России. Входит в состав Озёрненского городского поселения. Население — 54 жителя (2007 год).
Расположена в северной части области в 40 км к северу от Духовщины, в 0,1 км западнее автодороги Р136 Смоленск — Нелидово, на берегу реки Аржать. В 64 км южнее деревни расположена железнодорожная станция Присельская на линии Москва — Минск.

## История
В годы Великой Отечественной войны деревня была оккупирована гитлеровскими войсками в июле 1941 года, освобождена в сентябре 1943 года.